# Oblast' di Syr-Darya

Oblast' di Syr-Darya nel 1900 (in arancione)

L'Oblast' di Syr-Darya (in russo Сырдарьинская область?) era una delle oblast dell'Impero russo e parte del Turkestan russo. Il suo centro amministrativo era a Tashkent.

## Storia
La provincia fu fondata dopo l'annessione della parte nord-occidentale del Khanato di Kokand, Chimkent (dall'Emirato di Bukhara) e della parte nord-occidentale del Khanato di Khiva (con l'okrug di Amu Darya, l'attuale Karakalpakstan) nel 1867.
Il 30 aprile 1918 la regione divenne parte della RSSA del Turkestan. Il 27 ottobre 1924 a seguito della riorganizzazione nazionale territoriale dell'Asia centrale, la maggior parte della regione di Syr-Darya fu trasferita alla RSSA Kirghisa (Kazaka), e la restante parte più piccola (distretto di Tashkent) divenne parte della RSS Uzbeka dell'Unione Sovietica.

## Geografia
Confinava con l'Oblast' di Turgay, l'Oblast' di Akmola (il cui centro era Omsk), l'Oblast' di Semireč'e, l'Oblast' di Samarcanda, l'Oblast' di Fergana (fino al 1876 come Khanato di Kokand prima dell'annessione alla Russia) e gli stati semi-indipendenti del Khanato di Khiva e dell'Emirato di Bukhara.
L'area era di 504.700 km².
La regione di Syr-Darya occupava circa il 70% dell'area totale del Turkestan e circa il 25% della provincia del Turkestan .

## Divisione amministrativa
L'Oblast' Syr-Darya era originariamente divisa in sei uezd:
- Aulie-Ata (Aulie-Ata era la forma russa di "Evliya Ata")
- Kazalinsk
- Perovsk
- Tashkent
- Chimkent
- Okrug di Amu Darya (il suo centro era Petroaleksandrovsk)

## Demografia
Secondo il censimento del 1897, la popolazione totale era di 1.478.398 abitanti (803.411 uomini e 674.987 donne), comprese le città con 205.596 abitanti. Con l'eccezione della città regionale di Tashkent che aveva 155.673 residenti (la città più popolosa dell'Asia centrale russa) nella regione Syr-Darya non c'erano grandi città.

### Gruppi etnici nel 1897[1]
| Uezd               | Kazaki | Sart  | Karakalpaki | Uzbeki | Russi | Tagiki | Ucraini | Altri popoli turchi |
| TOTALE             | 64,4%  | 9,8%  | 6,3%        | 4,3%   | 2,2%  | ...    | ...     | 10,7%               |
| ------------------ | ------ | ----- | ----------- | ------ | ----- | ------ | ------- | ------------------- |
| Aiule-Ata          | 90,9%  | 0,5%  | ...         | 3,1%   | 1,9%  | ...    | 1,9%    | ...                 |
| Kazalinsk          | 96,7%  | 0,4%  | ...         | 0,03%  | 2,0%  | ...    | ...     | ...                 |
| Perovsk            | 97,5%  | 1,1%  | ...         | ...    | ...   | ...    | ...     | ...                 |
| Tashkent           | 36,4%  | 24,3% | ...         | 0,11%  | 3,9%  | 1,0%   | 0,65%   | 31,8%               |
| Chimkent           | 78,8%  | 11,2% | ...         | 7,3%   | ...   | ...    | 1,5%    | ...                 |
| Petroaleksandrovsk | 24,2%  | 0,03% | 47,9%       | 17,7%  | 1,6%  | ...    | ...     | 7,1%                |

Con l'eccezione dei russi - e di alcuni vecchi credenti ortodossi e di altri europei, cristiani ed ebrei, la maggior parte della popolazione (96,4%) era composta da musulmani.
Oggi, il territorio dell'ex oblast' di Syr-Darya Oblast si trova nell'Uzbekistan orientale e nel sud-est del Kazakistan.